# Nagybarca, Borsod-Abaúj-Zemplén
Nagybarca este un sat în districtul Kazincbarcika, județul Borsod-Abaúj-Zemplén, Ungaria, având o populație de 956 de locuitori (2011). 

## Demografie
Componența etnică a satului Nagybarca
     Maghiari (99,63%)
     Necunoscut (0,37%)
     Alții (0,37%)
Componența confesională a satului Nagybarca
     Reformați (50,52%)
     Romano-catolici (17,89%)
     Fără religie (12,45%)
     Greco-catolici (1,26%)
     Necunoscută (17,57%)
     Luterani (0,31%)
Conform recensământului din 2011, satul Nagybarca avea 956 de locuitori. Din punct de vedere etnic, majoritatea locuitorilor (99,63%) erau maghiari. Apartenența etnică nu este cunoscută în cazul a 0,37% din locuitori.  Din punct de vedere confesional, majoritatea locuitorilor (50,52%) erau reformați, existând și minorități de romano-catolici (17,89%), persoane fără religie (12,45%) și greco-catolici (1,26%). Pentru 17,57% din locuitori nu este cunoscută apartenența confesională.